# Delphinium swatense
Delphinium swatense är en ranunkelväxtart som beskrevs av R.A. Qureshi och M.N. Chaudhri. Delphinium swatense ingår i släktet storriddarsporrar, och familjen ranunkelväxter. Inga underarter finns listade i Catalogue of Life.